# Анциферов
Анциферов (Ширинки, яп. Сиринки-то) е един от северните Курилски острови. Влиза в състава на Сахалинска област.
Островът представлява връх на изгаснал вулкан с височина 761 m. Дължината на бреговата му линия е 12 km. Към момента островът е необитаем.
Руското наименование на острова му е дадено в чест на Данил Анциферов.
Протокът Лужин отделя остров Анциферов от значително по-големия Парамушир (на 20 km).